# GNU Octave
GNU Octave [ˈɒktɪv] ist eine freie Software zur numerischen Lösung mathematischer Probleme, wie zum Beispiel Matrizenrechnung, Lösen von (Differential-)Gleichungssystemen, Integration etc. Berechnungen können in Octave mit einer Skriptsprache durchgeführt werden, die weitgehend zu dem proprietären Matlab und zum ebenfalls freien FreeMat und Scilab kompatibel ist.

## Geschichte
Das Konzept von Octave entstand 1988. Es war zunächst als Begleitsoftware für ein studentisches Lehrbuch für chemische Reaktoren geplant, das von James B. Rawlings (University of Wisconsin–Madison) und John G. Eherdt (University of Texas) geschrieben wurde. Alternativ hätte Fortran diesem Zweck dienen können, da dieses als technische Programmiersprache besonders geeignet zu sein schien. Allerdings stellte sich heraus, dass Studenten viel mehr Zeit dafür investieren mussten, mit der Sprache zurechtzukommen und nach den Fehlern im Code zu suchen, als im Chemieingenieurwesen etwas dadurch zu lernen.
Zunächst wurden spezielle Werkzeuge zur Lösung von Konstruktionsproblemen chemischer Reaktoren realisiert. Als die Entwickler erkannten, dass Octave zur Lösung weiterer Probleme einsetzbar sein könnte, entschied man sich, es zu einem flexibleren Programm weiterzuentwickeln. Sie beschlossen daher, ein interaktives Umfeld für das Programm zu schaffen, in dem man die Grundlagen innerhalb kürzester Zeit erlernen könnte. Das Ziel der Entwicklung war, anspruchsvolle Berechnungen sehr einfach zu gestalten.
Die Vollzeitentwicklung durch John W. Eaton begann im Frühling 1992 und die erste Alpha-Version erschien am 4. Januar 1993. Seitdem wurde GNU Octave mehrmals grundlegend überarbeitet und ist inzwischen in den meisten Linux-Distributionen integriert.
Für die Free Software Foundation war die Weiterentwicklung von Octave zu einem freien MATLAB-Ersatz bis Januar 2017 eines von ca. einem Dutzend „High Priority Projects“.

## Technische Eigenschaften
Implementiert ist Octave in C++, erweiterbar ist es aber auch durch Module, die in Octave selbst oder in anderen Sprachen verfasst wurden, zum Beispiel Fortran, C oder C++. Für die grafische Ausgabe von 2D- und 3D-Plots wird ab der Version 4.0.0 voreingestellt ein integriertes grafisches Toolkit auf der Basis von Qt (Bibliothek) verwendet. Das in früheren Versionen verwendete gnuplot und FLTK kann aber weiterhin benutzt werden, daneben gibt es alternative Grafikpakete.
Ein großer Vorteil bei Octave ist die Anpassungsfähigkeit an jeden Rechner. So lässt sich zum Beispiel der volle Adressraum auch bei 64-Bit-Rechnern nutzen.
Andersherum sind auch alle Octave-Bibliotheken in C++-Programmen nutzbar, sodass Octave auch eine numerische Bibliothek für C++ darstellt.

### MATLAB-Kompatibilität
Die von MATLAB abgeleitete Skriptsprache von GNU Octave ist überwiegend kompatibel, teilweise zu dieser erweitert. Die Funktionskompatibilität von GNU Octave zur Basisversion von MATLAB (ohne Toolboxen) ist ebenfalls überwiegend gegeben. Fast vollständige Kompatibilität zu MATLAB lässt sich durch das Zusatzpaket octave-forge und andere freie Ersatzfunktionen des Mathworks FileExchange erreichen.
Auch für MATLAB geschriebene externe MEX-Funktionen in C oder C++ lassen sich oft ohne Code-Anpassungen für Octave kompilieren und verwenden.
Octave verwendet als Bibliothek für Vektor- und Matrixoperationen BLAS, optional in der OpenBLAS oder ATLAS-Variante, wogegen MATLAB inzwischen auf die kommerzielle BLAS-Variante MKL von Intel setzt.

### Grafische Benutzerschnittstellen (GUI)
Ab der Version 4.0.0 wird GNU Octave mit einer eigenen, auf dem Qt-Toolkit basierenden, grafischen Oberfläche (GUI) ausgeliefert. Bereits die Version 3.8.0 verfügte über die damals experimentelle GUI. Allerdings war diese nicht standardmäßig aktiviert und konnte mit octave --force-gui gestartet werden.
Octave kann weiterhin auch kommandozeilenbasiert bedient werden, da das Command Window eine vollständige Terminalemulation anbietet.

#### Inoffizielle GUIs von Drittanbietern
- Cantor (Linux) – Benutzeroberfläche für GNU Octave, Sage, Maxima, R und KAlgebra.
- Xoctave (Windows, Linux) – Xoctave kapselt GNU Octave unter Verwendung von Pipes und zusätzlichen Werkzeugen ein, um die Anwendung einfacher zu gestalten. Früher freie Software, mittlerweile proprietär.
- Octavenb – Einbindung von GNU Octave in NetBeans IDE, unterstützt SVN, mehrsprachig, Lizenz: GPL-2.0
- QtOctave (Windows, Linux) – Grafische Erweiterung, Weiterentwicklung wurde zugunsten der in Version 3.8 erschienenen, offiziellen GUI eingestellt
- Anoc (Android) – Benutzeroberfläche für GNU Octave. Die Berechnungen werden für bessere Performance auf einem dedizierten Server ausgeführt
- LyX ist ein freies Textverarbeitungssystem mit LaTeX-basiertem Formelsatz und LaTeX-Ausgabe. In die Dokumente können auch Rechnungen eingebettet werden, via Octave oder Computer Algebra Systemen (CAS) wie Maple, Maxima und Mathematica.

#### Benutzerschnittstellen als Web-interface
- LaTeX and Octave Editor – Online editor, unter anderem für GNU Octave mit Grafischer Ausgabe und Speichermöglichkeit
- Online Zugriff für GNU Octave – Ermöglicht einfache Berechnungen mit GNU Octave
- octave-online.net – Online Editor mit Plot Funktionalität und git interface zur lokalen Synchronisation

## Entwicklungshistorie
| Zeit              | Ereignis                                                                             |
| ----------------- | ------------------------------------------------------------------------------------ |
| 1988/1989         | Erste Diskussionen (Lehrbuch und Software)                                           |
| Februar 1992      | Beginn der Entwicklung                                                               |
| Januar 1993       | Ankündigung im Web (Version 0.60)                                                    |
| Februar 1994      | Erste Veröffentlichung (Version 0.6.x bis 1.x.x)                                     |
| Dezember 1996     | Zweite größere Veröffentlichung (Version 2.0.x) mit Übertragung auf Windows (Cygwin) |
| März 1998         | Version 2.1                                                                          |
| November 2004     | Version 2.9 (Sprung in Vorbereitung zur Veröffentlichung von 3.0)                    |
| Dezember 2007     | Veröffentlichung der Version 3.0 (größere Aktualisierung)                            |
| Juni 2009         | Veröffentlichung der Version 3.2 (größere Aktualisierung)                            |
| 8. Februar 2011   | Version 3.4.0 (größere Aktualisierung)                                               |
| 22. Februar 2012  | Veröffentlichung von Octave 3.6.1 (größere Aktualisierung)                           |
| 31. Dezember 2013 | Veröffentlichung von Octave 3.8.0 (experimentelle GUI)                               |
| 29. Mai 2015      | Version 4.0.0 (stabiles GUI und erweiterte Syntax für OOP)                           |
| 14. November 2016 | Version 4.2.0 (gnuplot 4.4+)                                                         |
| 30. April 2018    | Version 4.4.0 (neue Hauptrichtung für GUI QT Toolkit, FLTK sekundär)                 |
| 1. März 2019      | Veröffentlichung von Octave 5.1.0 (QT5 präferiert)                                   |
| 26. November 2020 | Veröffentlichung von Octave 6.1.0 (major release)                                    |
| 6. April 2022     | Veröffentlichung von Octave 7.1.0 (verbesserte Matlab-Kompatibilität)                |
| 28. Juli 2022     | Octave 7.2.0                                                                         |
| 2. November 2022  | Octave 7.3.0                                                                         |
| 7. März 2023      | Octave 8.1.0 (Grafik-Backend und Matlab-Kompatibilität verbessert)                   |
| 13. April 2023    | Octave 8.2.0                                                                         |
| 8. August 2023    | Octave 8.3.0                                                                         |
| 5. November 2023  | Octave 8.4.0                                                                         |
| 14. März 2024     | Octave 9.1.0                                                                         |
| 7. Juni 2024      | Octave 9.2.0                                                                         |
| 15. Dezember 2024 | Octave 9.3.0                                                                         |
| 5. Februar 2025   | Octave 9.4.0                                                                         |